# Oeralbommenwerper
Oeralbommenwerper, Duits: Uralbomber, is een door de Nazi's gebruikte aanduiding voor een bommenwerper met een actieradius tot ver in vijandelijk gebied, "tot de Oeral".
Twee viermotorige bommenwerperstypen kregen deze bijnaam: 
- Dornier Do 19, uit de Dornier-fabrieken
- Junkers Ju 89, uit de Junkers-fabrieken

## Afbeeldingen

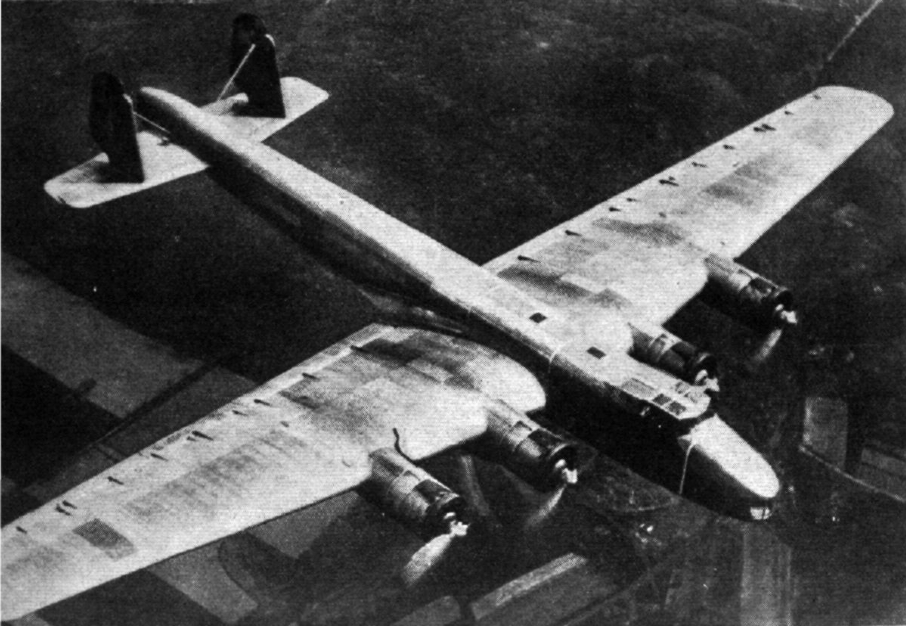
Dornier Do 19
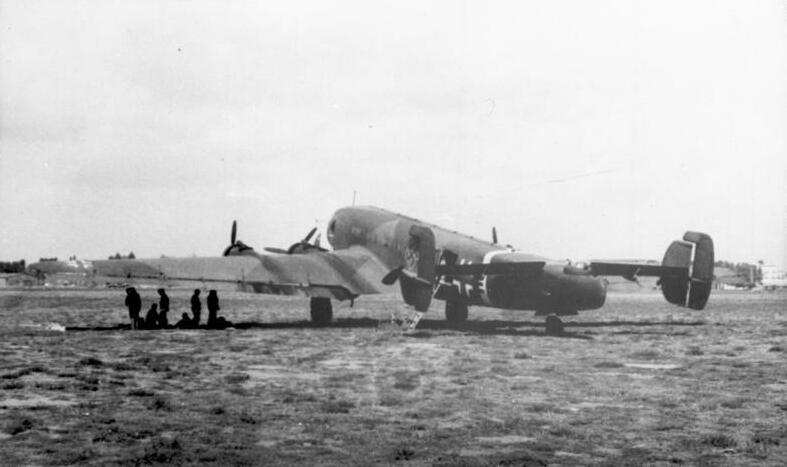
Junkers Ju 89